# وقت‌کشی
وقت‌کشی یا تأخیر در بازی و پیامد آن  تعیین وقت اضافه (به انگلیسی: Delay of Game) عملی در یک بازی ورزشی است که در آن یک بازیکن یا تیم عمداً بازی را متوقف می‌کند، معمولاً به قصد استفاده از تأخیر به سود خود. در برخی از رشته‌های ورزشی، تأخیر در بازی در صورتی تخلف محسوب می‌شود که طبق قوانین بازی بیش از حد مجاز باشد که در این صورت می‌توان جریمه صادر کرد. برخی از ورزش‌هایی که جریمه تأخیر در بازی دارند عبارتند از: فوتبال آمریکایی، فوتبال کانادایی، هاکی روی یخ و فوتبال انجمنی.